# 6506 Klausheide
A 6506 Klausheide (ideiglenes jelöléssel 1978 EN10) a Naprendszer kisbolygóövében található aszteroida. Schelte J. Bus fedezte fel 1978. március 15-én.